# Programa de Protección de Ríos del Patrimonio Estadounidense

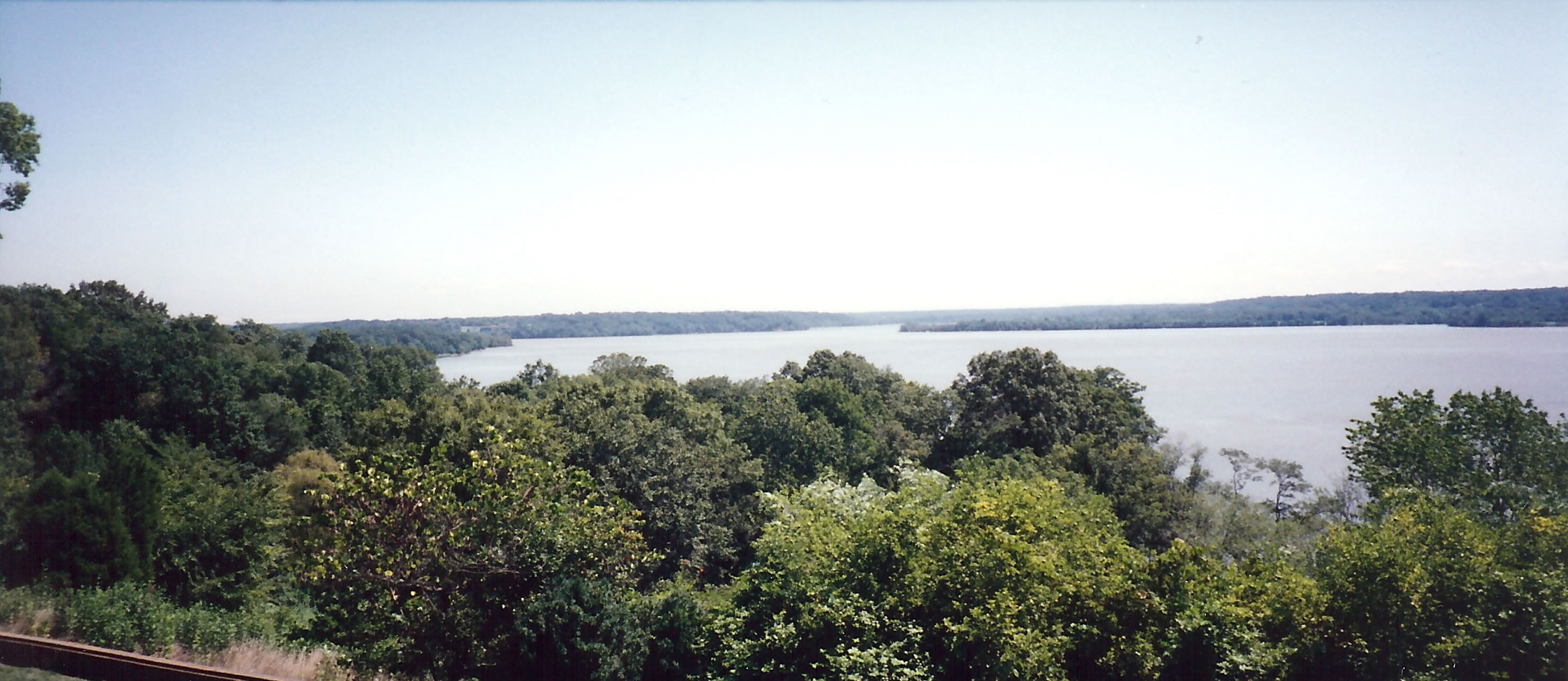
Vista el río Potomac desde Mount Vernon.

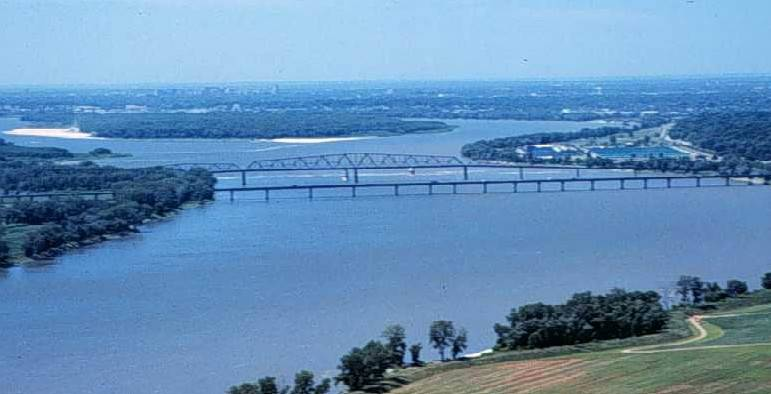
El río Misisipi en su confluencia con el río Misuri, al sur de San Luis.

El Programa de Protección de Ríos del Patrimonio Estadounidense (del inglés: American Heritage Rivers Protection Program) fue creado mediante una Orden Ejecutiva durante el gobierno de Bill Clinton, el 11 de septiembre de 1997. La iniciativa tuvo como finalidad apoyar los esfuerzos comunitarios existentes para preservar, proteger y restaurar los ríos y sus comunidades. Se consideró como una vía para entregar los recursos del gobierno de manera más eficiente en el apoyo de voluntarios que hacen esfuerzos en las comunidades para lograr la mejora y protección de ríos o segmentos de los ríos.
Los criterios de selección iniciales fueron desarrollados bajo la Presidencia del Consejo de Calidad Ambiental para reflejar la gran variedad de puntos de vista sobre la utilización de los recursos naturales, incluidos los que representan a los recursos naturales, culturales e históricos y los intereses del turismo, transporte y desarrollo económico que engloba intereses de industrias como la agricultura, la energía hidroeléctrica, la industria manufacturera, la minería y la gestión forestal.
Los designados como "Ríos de Patrimonio Estadounidense" fueron seleccionados sobre la base de propuestas presentadas por los patrocinadores locales.